# Bomolja
Bomolja (från tyskans Baumöl) är en sämre sorts olivolja, som innehåller defekter i hög intensitet. Det kan inte säljas direkt till konsument.
Bomoljan användes tidigare bl.a. av svenska armén för vapenvård. År 1700 skulle musköter, värjor och bardisaner rengöras med bomolja.
Idag används bomolja exempelvis som bränsle i oljelampor och till skinn- och läderberedning.